# سانتايوردي دي راينوسا
بلدية سانتايوردي دي راينوسا (بالإسبانية: Santiurde de Reinosa)‏، هي إحدى بلديات منطقة كانتابريا, المصنفة على أنها مقاطعة أيضاً، في شمال إسبانيا.
يبلغ عدد سكانها 327 نسمة وفقاً لإحصائية سنة (2002).